# Carallia longipes
Carallia longipes är en tvåhjärtbladig växtart som beskrevs av Ding Hou. Carallia longipes ingår i släktet Carallia, och familjen Rhizophoraceae. Inga underarter finns listade i Catalogue of Life.